# كارل الأول (إمبراطور النمسا)
كارل الأول (بالألمانية: Karl I.) (كارل فرانتس يوزف لودفيغ هابرت غيورغ أوتو ماريا؛ 17 أغسطس 1887 – 1 أبريل 1922) آخر أباطرة النمسا، وآخر ملوك المجر (باسم كارولي الرابع)، آخر ملوك بوهيميا (باسم كاريل الثالث)، وأخر ملك ينتمي إلى أسرة هابسبورغ-لورين قبل حَلّ الإمبراطورية النمساوية المجرية، ابن أوتو أرشيدوق النمسا وماريا يوزِفا أميرة ساكسونيا، أصبح كارل الوريث المُفترض للإمبراطور فرانتس يوزف بعد أن اغتيل عمه فرانتس فيرديناند أرشيدوق النمسا عام 1914. في عام 1911، تزوج من زيتا أميرة بوربون بارما.
خَلفَ كارل العروش في نوفمبر عام 1916 عقب وفاة فرانتس يوزف. قام بمحاولات سرية للمفاوضة حول خروج النمسا-المجر من الحرب العالمية الأولى، لكنها لم تكن ناجحة. رغم نية كارل في الحفاظ على الإمبراطورية من خلال تحويلها إلى اتحاد فدرالي، لكنها سرعان ما اتجهت (النمسا-المجر) باتجاه الانحلال التام؛ أُعلنت تشيكوسلوفاكيا، دولة السلوفينيين والكروات والصرب استقلالهن، وأعلنت المجر قطع روابطها الملكية مع النمسا بنهاية شهر أكتوبر عام 1918. في أعقاب هدنة كومبين الأولى في 11 نوفمبر عام 1918، «تنازل» «عن المشاركة» في شؤون الدولة، لكنه لم يتنازل عن العرش. أُعلنت الجمهورية الألمانية النمساوية في اليوم التالي، وفي شهر أبريل عام 1919 خُلع عن العرش من قِبل البرلمان النمساوي ونُفي إلى سويسرا.
أمضى كارل ما تبقى من سنوات حياته بمحاولة استرجاع المَلكيّة. قام بمحاولتين لاستعادة العرش المجري عام 1921؛ فشل كلاهما بسبب نقص الدعم من الوصي على عرش المملكة المجرية ميكلوش هورتي. نفي كارل لمرة ثانية إلى جزر ماديرا البرتغالية، أصابه المرض بعدها وتوفي بسبب فشل تنفسي عام 1922.
طوّبه البابا جون بولس الثاني عام 2004، يشتهر كارل في الكنيسة الكاثوليكية بـ المطوب كارل إمبراطور النمسا.

## الوريث المفترض
أصبح كارل الوريث المفترض بعد اغتيال الأرشيدوق فرانتس فيرديناند في سراييفو عام 1914 تم إبعاد أبناؤه من الخلافة بسبب زواجه المرغنطي، هذا الحدث نشبت بسببه الحرب العالمية الأولى. وفي ذلك الوقت أخذ الإمبراطور العجوز خطوات لاتخاذ وريث مفترض لتاجه في شؤون الدولة. لكن، تعارض نشوب الحرب العالمية الأولى مع هذه التوعية السياسية. أمضى كارل وقته خلال المرحلة الأولى من الحرب في المقرات الرئيسية في جيشن، لكنه لم يمارس أي نفوذ عسكري.
أصبح كارل بعدها برتبة مُشير في الجيش النمساوي المجري. في ربيع عام 1916، في إطار الهجوم على إيطاليا، كُلّف بقيادة الفيلق العشرين، وحاز الوريث على العرش المفترض (كارل) على إعجابهم بفضل وده وحسن معشره. سرعان ما جمد الهجوم، بعد بداية ناجحة. بعدها بوقت قصير، ذهب كارل إلى الجبهة الشرقية كقائد لجيش مُسيّر ضد الروس والرومانيين.

## الحكم
وصل كارل إلى العرش في نوفمبر عام 1916 بعد موت عمه الأكبر، الإمبراطور فرانتس يوزف. في 2 ديسمبر عام 1916، حمل لقب القائد الأعلى للجيش بأكمله، خلفًا للأرشيدوق فريدريتش دوق تيشن. جرى تتويجه كملك للمجر في 30 ديسمبر. في عام 1917، دخل كارل بشكل سري في مفاوضات صلح مع فرنسا. عيّن شقيق زوجته، سيكستوس أمير بوربون بارما - ضابط في الجيش البلجيكي- كوسيط. على أي حال، أصر الحلفاء على الاعتراف النمساوي بمطالب إيطاليا في المنطقة وهذا ما رفض كارل، وبذلك لم يجرِ أي تقدم. كان وزير الخارجية الكونت سيرنين مهتمًا فقط بالتفاوض على صلح عام يشمل ألمانيا، ذهب كارل أبعد من ذلك في اقتراح رغبته بصلح منفصل. حين تسربت أخبار الاقتراح في أبريل عام 1918، نكر كارل التورط حتى نشر رئيس الوزراء الفرنسي جورج كليمنصو رسائل موقعة من قِبله. أدى هذا الأمر إلى استقالة سيرنين، مما أجبر الإمبراطورية النمساوية المجرية على الاعتماد أكثر على حليفها الألماني والذي كان يبدو متضررًا.
نُكِبت الإمبراطورية النمساوية المجرية بالاضطراب الداخلي في السنوات الأخيرة من الحرب، إذ اشتدت التوترات بين المجموعات العرقية. كجزء من مبادئ ويلسون الأربعة عشرة، طلب رئيس الولايات المتحدة وودرو ويلسون بأن تسمح الإمبراطورية بالاستقلال والحكم الذاتي لشعوبها. واستجابة لذلك، وافق كارل على استئناف البرلمان الإمبراطوري وسمح بتشكيل كونفدرالية مع كل مجموعة وطنية تمارس الحكم الذاتي. ومع ذلك، كافحت المجموعات العرقية من أجل استقلال تام كأمم منفصلة، إذ كانوا عازمين حينها على الاستقلال عن فيينا في أقرب وقت ممكن.
طلب وزير الخارجية الجديد البارون ستيفان بوريان هدنة 14 أكتوبر بناءً على المبادئ الأربعة عشرة، وبعدها بيومين أصدر كارل بيانًا غيّر بشكل جذري طبيعة الدولة النمساوية. مُنح البولنديون الاستقلال التام مع هدف ضم إخوانهم من نفس العرق في روسيا وألمانيا في دولة بولندية واحدة. تحولت الأراضي النمساوية المتبقية إلى اتحاد فدرالي مؤلف من أربعة أجزاء: ألماني وتشيكي وسلافي جنوبي وأوكراني. تُحكم كل من الأجزاء الأربعة من خلال مجلس فدرالي، وكان من المُقرر أن تحصل ترييستي على وضع قانوني خاص. على أي حال، رد وزير الخارجية الأمريكية روبرت لانسينغ بعد أربعة أيام بأن الحلفاء كانوا الآن ملتزمين بقضية التشيكيين والسلوفاكيين والسلاف الجنوبيين. وبالتالي، استقلال القوميات داخل الإمبراطورية لم يعد كافيًا بعد الآن. بالفعل، انضمت حكومة تشيكوسلوفاكيا إلى الحلفاء في 14 أكتوبر، وأعلن المجلس الوطني السلافي الجنوبي دولة السلوفينيين والكروات والصرب المستقلة في 29 أكتوبر عام 1918.

### الثلاثية وكرواتيا
منذ بداية حكمه، فضّل كارل تشكيل كيان سياسي ثالث كرواتي في الإمبراطورية، إلى جانب النمسا والمجر. في قَسَمِه أثناء التتويج لحكم كرواتيا عام 1916، أقر باتحاد ثالوث مملكة كرواتيا ودالماسيا وسلوفينيا مع رييكا ودعم خلال فترة حكمه القصيرة المقترحات التي تخص الثالوث من البرلمان الكرواتي ومجلس البان، لكن نُقضت المقترحات باستمرار من الجانب المجري الذي لم يُرد أن يُشارك السلطة مع دول أخرى. بعد أن رُفض بيان الإمبراطور كارل في 14 أكتوبر عام 1918 من قِبل بيان المجلس الوطني في زغرب، ذهب رئيس حزب الحقوق السياسي الكرواتي المؤيد للحكم الملكي د. ألكسندر هورفات، مع قادة وأعضاء آخرين من البرلمان لزيارة الإمبراطور في 21 أكتوبر عام 1918 في مدينة باد إيستشل، وهناك وافق الإمبراطور ووقع على البيان الثلاثي بموجب الشروط المقترحة والمنصوصة من قِبل الوفد، على شرط أن يقوم الجزء المجري بالمثل نظرًا لأنه أقسم عهدًا على وحدة التاج المجري. ذهب الوفد في اليوم التالي إلى بودابست وقدموا البيان إلى المسؤولين المجريين ومجلس الوزراء الذي وقع البيان وحرر الملك من قَسَمِه، وتشكل بذلك كيان سياسي ثالث كرواتي. بعد التوقيع، قامت مسيرتان في زغرب، واحدة لإنهاء الحكم الإمبراطوري والملكي، وتجمعت أمام المسرح الوطني الكرواتي، والأخرى للحفاظ على مَلَكيّة الثالوث. على أية حال، كان آخر تصويت مؤيد لإعادة التنظيم الثلاثي للإمبراطورية متأخرًا. في 29 أكتوبر عام 1918، أنهى البرلمان الكرواتي الاتحاد وكل روابطه مع هنغاريا والنمسا، وأعلن توحيد كل الأراضي الكرواتية ودخلت في دولة السلوفينيين والكروات والصرب. الأمر اللافت للنظر أن البرلمان لم يتخذ إجراءات لخلع الملك كارل الخامس، ولم يُقر الدخول في دولة الاتحاد مع صربيا، الأمر المذكور في يومنا هذا في مقدمة الدستور الكرواتي.
أنهت مذكّرة لانسينغ عمليًا أي جهود للحفاظ على وحدة الإمبراطورية. أعلنت القوميات استقلالها واحدة تلو الأخرى؛ حتى قبل المذكّرة، كانت المجالس الوطنية تعمل كأنها حكومات انتقالية مؤقتة. أصبح مستقبل كارل السياسي غير واضح. في 31 أكتوبر، أنهت المجر رسميًا اتحادها الشخصي مع النمسا. لم يبق شيء تحت حكم كارل عدا مقاطعات الألب والدانوب المتحدثة باللغة الألمانية، وحتى هناك جرى الطعن فيه من قِبل مجلس الدولة الألمانية النمساوية. نصحه رئيس وزرائه الأخير، هينريتش لاماش، قائلًا بأنه كان في وضع مستحيل، وأفضل سبيل له هو الاستسلام المؤقت عن حق ممارسة الصلاحية السيادية.

## روابط خارجية
- كارل الأول إمبراطور النمسا على موقع IMDb (الإنجليزية)
- كارل الأول إمبراطور النمسا على موقع الموسوعة البريطانية (الإنجليزية)
- كارل الأول إمبراطور النمسا على موقع ميوزك برينز (الإنجليزية)
- كارل الأول إمبراطور النمسا على موقع قاعدة بيانات الفيلم (الإنجليزية)